# Pianelle
Contrada Pianelle, meglio conosciuta come Pianelle è una frazione del comune di Sarnano.

## Geografia fisica
Frazione situata a 3,60 km (in linea d'aria) dal medesimo comune di Sarnano, si trova all'altezza di 550 m s.l.m, ai piedi del monte Castelvecchio. La frazione è divisa dalla frazione Montane (comune di Amandola) e dal Carogno, un torrente naturale. Questo porta con sé la leggenda di una tragica e rilevante presenza di cadaveri, da cui prende il nome. Il terreno nella zona della frazione, poiché si trova in una pianura circondata da monti, è prettamente roccioso, con grandi distese di boschi e di prati.

## Origine del nome
Secondo lo storico sarnanese Giacinto Pagnani, il nome deriverebbe dal latino villa de Planellis, nome che venne dato ad una valle coltivabile pianeggiante e piccola.

## Storia

### Epoca romana
La storia delle Pianelle è descritta dettagliatamente nel libro Castelvecchio e Pianelle tra le due Tenne dello storico Ruggero Giacomini. Molte solo le tracce del passato romano, una traccia indelebile è tuttora conservata attraverso i nomi. La strada storicamente più frequentata che collegava la frazione al fiume Tennacola, risalente all'epoca romana, era la strada dei Mercatali (in dialetto maceratese: dei Mercatà), chiamata così poiché era utilizzata come campo da fiera e di mercato. Questa strada fu usata per molto tempo come principale collegamento con Sarnano e gli abitanti delle vicine frazioni, fino al 1918 quando l'influenza spagnola colpì duramente la frazione, a tal punto da indurli a preferire altre strade. Inoltre, la strada continuava raggiungendo Amandola e presumibilmente Ascoli Piceno, ma con la costruzione della nuova strada in breccia, poi asfaltata solo dalla metà dello stesso secolo, questo percorso non è più disponibile. Testimonianza del passaggio romano fu proprio il ritrovo di un cippo confinario di epoca augustea nel 1955 lungo l'affluente Carognetto, proveniente dalla frazione Rustici.

## Monumenti e luoghi d'interesse
Nella frazione è presente una fonte d'acqua pubblica di epoca romana, ristrutturata nel 1610.